# BM-Volvo T 650

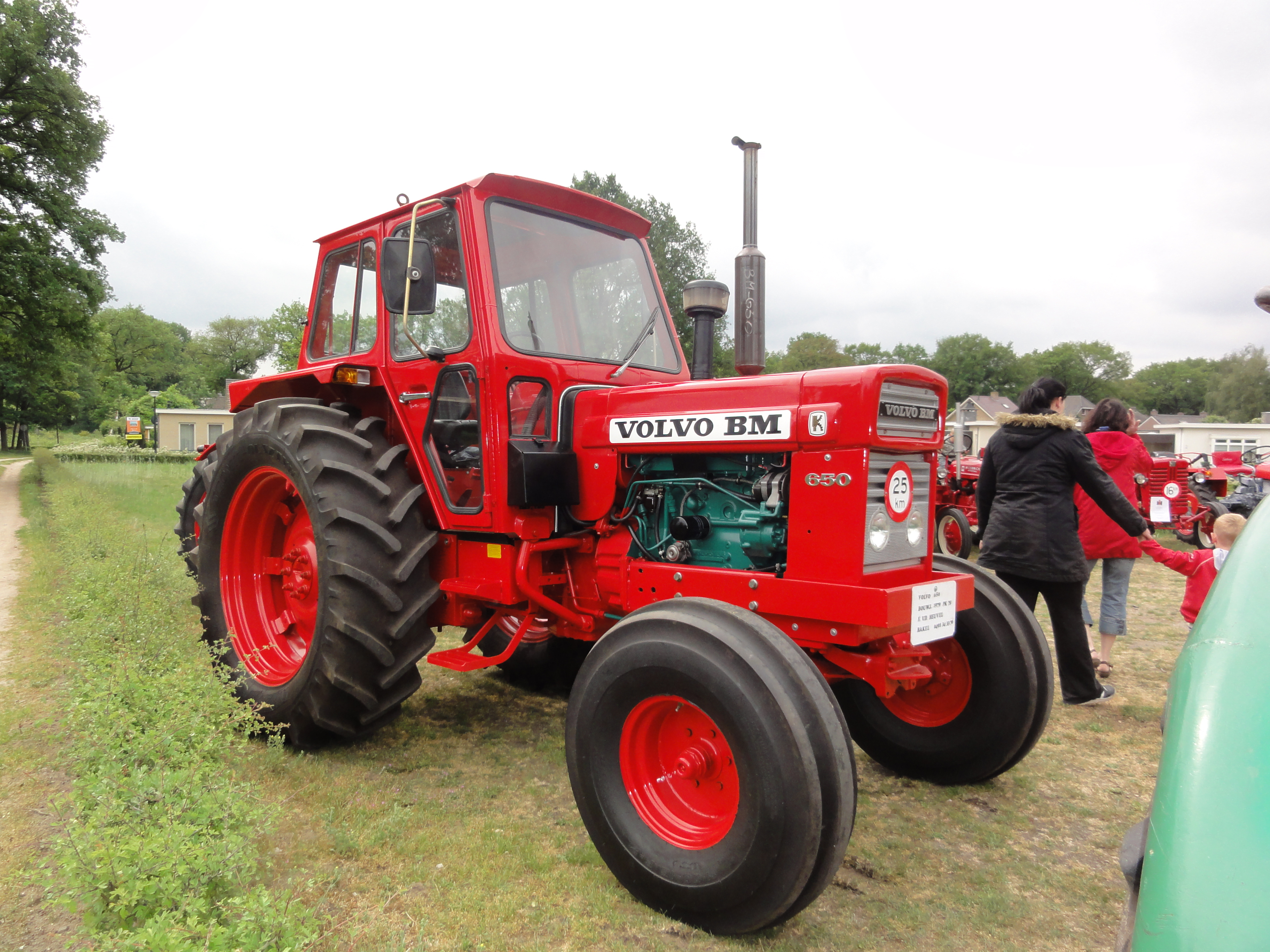
T 650

BM-Volvo T 650, efter 1973 Volvo BM T650 är en traktor som tillverkades av BM Volvo/Volvo BM mellan 1970 och 1982 i ca 26 000 exemplar. Den har en fyrcylindrig dieselmotor med maxeffekten 78 hästkrafter. Växellådan har 8 växlar framåt och två bakåt, eller med snabbväxel 16 växlar framåt och fyra bakåt. 

## Tekniska data
- Tillverkningsår: 1970-1982
- Motor: BM Volvo D42, 4-cylindrig dieselmotor
- Motoreffekt: 78 hk, 2 300 r/min
- Vridmoment (max) vid 1400 r/min: 254 Nm
- Transmission/hastighet: 8 fram, 2 back.
- Maxfart 28,6 km/h
- Hydraulsystem: Terra-Trol
- Bränsletank: 95 L
- Kylsystem: 16 L
- Vikt: 3 810 kg
- Längd: 3 680 mm